# Anatolij Osmołowski

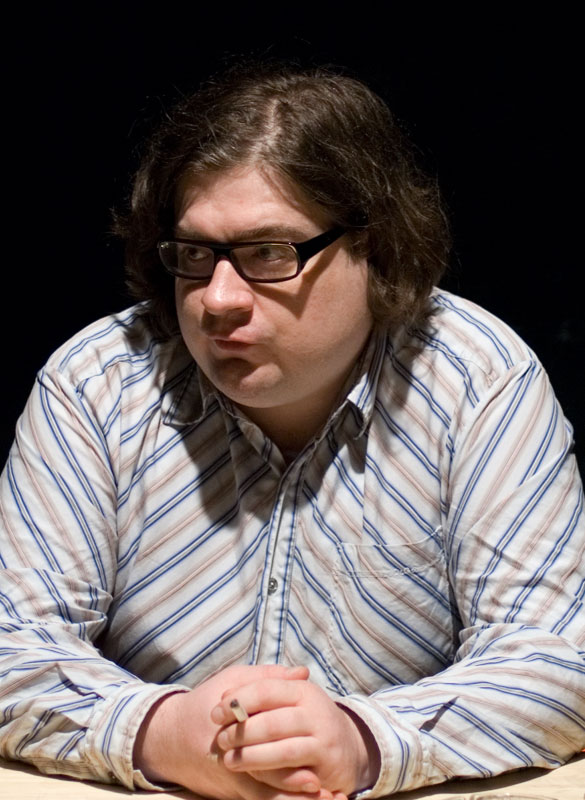
Anatolij Osmołowski

Anatolij Osmołowski (ur. w 1969 w Moskwie) – rosyjski artysta współczesny, kurator i polityczny aktywista.

## Twórczość
Anatolij Osmołowski należy do drugiego pokolenia artystów konceptualnych w Rosji, a jego twórczość niejednokrotnie jest zaangażowana politycznie. Swoją karierę rozpoczął w latach 80. jako pisarz i członek literackiej grupy „Vertep”. W 1990 roku założył grupę ZTS (Zawłaszczenie Terytorium Sztuki), która przeprowadzała uliczne, prowokacyjne akcje. Od połowy lat 90. był związany z magazynem i grupą Radek, powołaną jako artystyczno–polityczny kolektyw i przestrzeń dla rozwoju radykalnej polityki i taktyk anarchistycznych. Początkowo magazyn dystrybuowany był pocztowo, aby od 1997 roku stać się magazynem internetowym i e-mailową grupą dyskusyjną. W ostatniej dekadzie zwrócił się ku tzw. sztuce niespektakularnej, a jego ostatnie realizacje to abstrakcyjne rzeźby. W 2007 roku został laureatem nagrody Kandyńskiego.